# Língua dothraki
O dothraki (AFI: [doθ'raki]) é uma língua artificial criada para os dothraki, Povo Nômade do Mar de Dothraki uma grande região no interior do continente de Essos, na série A Song of Ice and Fire (As Crônicas de Gelo e Fogo), escrita por George R. R. Martin. Foi criada por David J. Peterson, membro da Sociedade de Criação de Língua, especialmente para a série de televisão Game of Thrones, da HBO. O dothraki foi projetado para se adaptar à concepção original do idioma de George R. R. Martin, com base nas poucas frases e palavras presentes nos livros originais do autor.
Em 26 de outubro de 2010 existiam mais de 2500 palavras no léxico da língua, porém apenas seu criador conhece toda a sua gramática. Com o sucesso da série, no entanto, existe uma crescente comunidade de adeptos do idioma dothraki, com sites como o "Learn Dothraki", que oferecem informações sobre a língua e seu desenvolvimento.

## Desenvolvimento
O vocabulário dothraki foi criado por Peterson bem antes de sua adaptação. A HBO contratou a Sociedade de Criação de Língua (Language Creation Society, em inglês) para criar a língua e, aplicando um processo de seleção que envolveu mais de trinta ideolinguistas, David Peterson foi escolhido para desenvolver a língua. Logo no início ele já apresentou mais de 1700 palavras à HBO. Sua inspiração veio da descrição feita por George R. R. Martin para língua, bem como a partir de línguas como russo, turco, estoniano, inuktitut e suaíle.«Press-release oficial da HBO» (em inglês). 12 de abril de 2010
David J. Peterson e sua criação foram apresentadas no episódio de 8 de abril de 2012 da CNN, "The Next List".

### Exigências
A língua dothraki foi desenvolvida visando atender duas exigências: a língua deveria se adaptar aos usos já presentes no livro. Deveria ser facilmente pronunciável e aprendida pelos atores. Esses limites definiram a gramática e a fonologia da língua. Exemplo: como em inglês, as consoantes oculsivas podem ou não ser aspiradas.

## Escrita
Com relação à ortografia, a língua dothraki não tem um sistema de escrita, assim como alguns dos outros povos de “As Crônicas de Gelo e Fogo “ (ex. Lhazar). Se existisse alguma amostra de escrita dothraki nessa obra, seria um alfabeto desenvolvido nas Cidades Livres e adaptado ao dothraki, ou em algum local como Ghis ou Qarth, que já tivessem sua escrita. Há especialistas que defendem que a escrita árabe se adaptaria bem a essa língua Recentemente foi criado um alfabeto fictício para a língua.

## Fonologia
David Peterson disse: "vocês sabem, a maior parte das pessoas não sabem realmente como são os sons da língua árabe, portanto para os ouvidos sem esse treinamento, a língua (dothraki) pode soar como árabe. Para quem conhece o árabe, isso não ocorre. Eu tendo a considerar que os sons são uma mistura do árabe (exceto as distinções de faringais) e espanhol, devido às consoantes dentais."

### Consoantes
Há vinte e três fonemas consoantes no idioma dothraki. São aqui apresentados na forma romanizada à esquerda e no alfabeto fonético internacional entre colchetes.
|                  | Labial | Dental | Alveolar | Pós-alveolar | Velar  | Uvular | Glotal |
| ---------------- | ------ | ------ | -------- | ------------ | ------ | ------ | ------ |
| Plosiva          |        | t [t̪]  |          |              | k [k]  | q [q]  |        |
| Plosiva sonora   |        | d [d̪]  |          |              | g [ɡ]  |        |        |
| Africada         |        |        |          | ch [tʃ]      |        |        |        |
| Africada sonora  |        |        |          | j [dʒ]       |        |        |        |
| Fricativa surda  | f [f]  | th [θ] | s [s]    | sh [ʃ]       | kh [x] |        | h [h]  |
| Fricativa sonora | v [v]  |        | z [z]    | zh [ʒ]       |        |        |        |
| Nasal            | m [m]  | n [n̪]  |          |              |        |        |        |
| Lateral          |        | l [l̪]  |          |              |        |        |        |
| Vibrante         |        |        | r [r]    |              |        |        |        |
| Vibrante simples |        |        | r [ɾ]    |              |        |        |        |
| Semivogal        | w [w]  |        |          | y [j]        |        |        |        |

Os dígrafos kh, sh, th, zh são todos fricativos, enquanto ch e j são africados.
As letras c e x nunca aparecem nas transliterações do dothraki, embora o c apareça na forma do dígrafo ch, pronunciado como 'tch'. O b e o p parecem aparecer somente em nomes próprios, como Bharbo e Pono.
As plosivas surdas podem (ou não) ser aspiradas, sem mudar o sentido da palavra.

### Vogais
O dothraki tem um sistema de quatro vogais.
| Vogais | Ditongos |
| ------ | -------- |
| i [i]  | iy [ij]  |
| e [e]  | ey [ej]  |
| o [o]  | oy [oj]  |
| a [a]  | ay [aj]  |

Nos livros de As Crônicas de Gelo e Fogo, a vogal u nunca aparece nessa função, mas somente depois do q, e somente em nomes como Jhiqui e Quaro.
Numa sequência de muitas vogais, cada uma representa um sílaba separada. Exemplos: shierak [ʃi.e.ˈɾak], "estrela", rhaesh [ɾha.ˈeʃ], "país", khaleesi [ˈxa.l̪e.e.si], "esposa do Khal".

## Gramática
A ordem das palavras nas frase é Sujeito-Verbo-Objeto (SVO). Numa frase nominal, os demonstrativos vêm em primeiro lugar, mas em sentenças com adjetivos, possessivos e preposicionais, tudo isso segue o substantivo. Embora sejam usadas por vezes preposições, a língua é bastante marcada por inflexões, sufixos, infixos e prefixos sendo muito usados. Os verbos têm conjugações nas formas de infinitivo, presente, passado, future, duas formas imperativas e um arcaico particípio; apresentam concordância como pessoa gramatical, número e polaridade. Os substantivos apresentam duas classes, seres vivos (só esses declinam em número) e inanimados. Há declinações em cinco casos gramaticais: nominativo, acusativo, genitivo, ablativo e alativo. Suas partículas marcadoras antecedem o verbo.

### Exemplos
Khal ahhas arakh.
O Khal (suj.) afiou (verbo) o Arakh (objeto).
Arakh hasa.
The arakh (suj.)está afiado sharp (v).
Nas frases nominais há uma outra ordem específica: demonstrativo – substantivo – advérbio - adjetivo - genitivo (subst.) – frase c/ preposição. As preposições ficam sempre antes do substantivo. Os advérbios podem também vir no fim da frase.
jin ave sekke verven anni m'orvikoon
esse pai muito violento de mim com um chicote.
Ou :Esse meu pai muito violento com um chicote

## Amostras
Nevakhi vekha ha maan: Rekke, m'aresakea norethi fitte.
/ˈn̪evaxi ˈvexa ha maˈan̪ ˈrekke ˈmaɾesakea ˈn̪oɾeθi ˈfit̪t̪e/
sentar (ficar).GEN existir.3SG.PRES para 3SG.ALL lá.ACC com covarde.ALL.PL cabelo.GEN curto
Há um lugar para ele: ali com os covardes de cabelo curtos.